# Solanum mochiquense
Espèce
Solanum mochiquense est une espèce de plante herbacée tubéreuse de la famille des Solanaceae, originaire du Pérou (Amérique du Sud). C'est une espèce de pomme de terre sauvage classée dans la section Petota du genre Solanum, au génome diploïde (2n = 2x = 24).

## Distribution et habitat
Cette espèce est endémique du Pérou, dans les régions d'Ancash, Cajamarca, La Libertad, Lambayeque, Lima et Piura.
On la rencontre dans deux habitats distincts du nord du Pérou, d'une part entre 3000 et 600 mètres d'altitude dans les collines aux sols sableux (lomas) des régions côtières, d'autre part dans des zones sèches et rocailleuses de montagne entre 2000 et 3000 mètres d'altitude, dans des formations végétales dominées par les Acacias et les Cactus colonnaires.

## Ressource génétique pour la pomme de terre
Solanum mochiquense constitue une ressource génétique intéressante pour la création de cultivars améliorés de la pomme de terre cultivée. On a identifié dans le génome de cette espèce divers gènes de résistance à des agents de maladies virales tels que le virux S ou le virus M, bactériennes tels que Erwinia carotovora ou Corynebacterium sepedonicum, ou fongiques, tels que Synchytium endobioticum, ou bien à des ravageurs, tels que des insectes des genres Empoasca ou Epitrix, ou des nématodes du genre Meloidogyne.
On a également identifié chez Solanum mochiquense des gènes de résistance au mildiou de la pomme de terre. L'un d'eux, désigné Rpi-mcq1.1., a été notamment intégré dans une pomme de terre de la variété 'Désirée' génétiquement modifiée qui a fait l'objet d'essais au champ au Royaume-Uni, essais autorisés pour la période 2010-2012,.